# Mario Jacoby
Mario Jacoby (Leipzig, Alemania, 1925-1 de octubre de 2011) fue analista junguiano, psicoterapeuta, escritor y conferenciante.

## Biografía
Además del diploma en psicología analítica que obtuvo en el C.G. Jung-Institut Zürich, realizó también un doctorado en filosofía y religión en la Universidad de Zúrich.
Ha impartido conferencias sobre la transferencia y la contratransferencia en las relaciones humanas en Europa, Israel, Estados Unidos y Brasil. Fue autor de varios libros en los que aborda los orígenes de la autoestima, la individuación y el narcisismo o el encuentro entre terapeuta y paciente en el análisis.

## Obra
- The Analytic Encounter: Transference and Human Relationship (Studies in Jungian Psychology by Jungian Analysts)
- Individuation and Narcissism: The Psychology of Self in Jung and Kohut
- Shame and the Origins of Self-Esteem: A Jungian Approach
- Jungian Psychotherapy and Contemporary Infant Research: Basic Patterns of Emotional Exchange
- Longing for Paradise: Psychological Perspectives on an Archetype (Studies in Jungian Psychology by Jungian Analysts)